# Wulfersdorf (Harbke)
Wulfersdorf war eine Gemeinde im Landkreis Neuhaldensleben in der preußischen Provinz Sachsen, östlich der heutigen Ortschaft Büddenstedt der Stadt Helmstedt gelegen. Es war das erste Dorf, das im Helmstedter Braunkohlerevier dem Braunkohletagebau Wulfersdorf weichen musste. 

## Geschichte
Die erste urkundliche Erwähnung des Ortes ist aus dem Jahr 1160 als Vuluestorp überliefert. Die Einwohnerzahl Wulfersdorfs betrug im Jahr 1885 88 Personen. Nachdem sie 1890 auf 86 Einwohner gesunken war, stieg sie bis 1919 auf 118 Menschen an. 1936 wurde Wulfersdorf nach Harbke eingemeindet. 1940 begann der Abriss von Wulfersdorf, 1944 fielen Gasthaus, Kirche und Feuerwehrhaus dem Abriss zum Opfer.
Bereits 1909 wurde der Tagebau Harbke aufgeschlossen, der ab 1936 im Tagebau Wulfersdorf aufging, dem das Dorf zum Opfer fiel. Nach vorübergehender Stilllegung war er von den 1930er Jahren an bis nach 1945 wieder in Betrieb. Er befand sich zwischen den Ortschaften Harbke, Reinsdorf und (Neu) Büddenstedt. Ab 1945 wurde er von der Innerdeutschen Grenze durchzogen.

### Einwohnerentwicklung
| Jahr      | 1885 | 1890 | 1910 | 1919 |
| --------- | ---- | ---- | ---- | ---- |
| Einwohner | 88   | 86   | 117  | 118  |